# Teatro greco-romano di Marina di Gioiosa Ionica
Il Teatro greco-romano di Marina di Gioiosa Ionica rappresenta uno dei più significativi esempi di transizione fra il teatro greco e il teatro romano. L'edificio, infatti, offre la testimonianza del passaggio graduale tra il tipo del teatro greco tradizionale e le forme evolute di quello romano non più addossato o scavato in una collina, ma edificato in costruzioni. L'edificio, risalente a II secolo a.C., fu scoperto nel 1883 e portato alla luce dagli scavi della Soprintendenza del Bruzio e della Lucania conclusi nel 1925.

## Descrizione del teatro
Il teatro, costruito in pietra calcarea e laterizio, ha forma semicircolare e presenta il koilon aperto in direzione del mare. In origine la cavea conteneva probabilmente venti file di posti, delle quali se ne sono conservate solo dieci, costituite da bassi muretti su cui poggiano lastre di pietra e terracotta, che portavano la capienza totale a circa 1200 posti. La parete del pulpitum, che sorreggeva l'antico palcoscenico, presenta un alternarsi di cavità semicircolari e rettangolari, ed ai suoi fianchi si trovano due piccole scale in vista.
Il teatro, sorgendo su un terreno pianeggiante, è stato costruito su un "aggestus" di terra e sabbia. Al suo esterno l'aggestus, più sollevato rispetto al piano di costruzione, ha subito un cedimento strutturale che ha causato il crollo della parte superiore della cavea. Al crollo è sopravvissuta solo una porzione dell'angolo inferiore del muro esterno che aveva, oltre alla funzione di analemma, anche quella di contenere la terra lungo il perimetro del pendio artificiale.